# Papua-neuguineische Fußballnationalmannschaft
Die papua-neuguineische Fußballnationalmannschaft (Tok Pisin Nesenel soka tim bilong Papua Niugini) ist das Auswahlteam des papua-neuguineischen Fußballverbandes aus dem pazifischen Inselstaat Papua-Neuguinea. Die Papua New Guinea Football Association ist Mitglied des Weltfußballverbandes FIFA und des Regionalverbandes OFC. Bisher konnte sich die Mannschaft noch nicht für eine Fußball-Weltmeisterschaft qualifizieren. Am OFC Nations Cup nahm sie 1980, 2002, 2012 und 2016 teil.

## Papua-Neuguinea bei der Fußball-Weltmeisterschaft
Die Auswahl Papua-Neuguineas nahm erstmals 1998 an einer Qualifikation für eine Fußball-Weltmeisterschaft teil. In der ersten Runde traf die Mannschaft auf die Teams aus den Salomonen und Vanuatu. Mit einem Sieg und einem Unentschieden aus zwei Spielen zog Papua-Neuguinea in die zweite Runde ein. Obwohl das erste Gruppenspiel am 31. Mai 1997 gegen Neuseeland mit 1:0 gewonnen worden war, belegte die Nationalmannschaft am Ende den letzten Tabellenrang hinter Neuseeland und Fidschi.
Die Qualifikation zur Fußball-Weltmeisterschaft 2006 in Deutschland verlief weniger erfolgreich. Gegen die Mannschaften aus Vanuatu, Fidschi, Samoa und Amerikanisch-Samoa erreichte Papua-Neuguinea zwei Siege und ein Unentschieden und schied damit als Tabellendritter aus.

## Teilnahmen an Fußball-Weltmeisterschaften
- 1930 bis 1994 – nicht teilgenommen
- 1998 – nicht qualifiziert
- 2002 – nicht teilgenommen
- 2006 – nicht qualifiziert
- 2010 – trotz Meldung nicht teilgenommen 1
- 2014 – nicht qualifiziert
- 2018 – nicht qualifiziert
- 2022 – nicht qualifiziert
- 2026 – nicht qualifiziert

## Teilnahmen am OFC Nations Cup
- 1973 – nicht teilgenommen
- 1980 – Vorrunde
- 1996 – nicht qualifiziert
- 1998 – nicht qualifiziert
- 2000 – nicht qualifiziert
- 2002 – Vorrunde
- 2004 – nicht qualifiziert
- 2008 – nicht teilgenommen
- 2012 – Vorrunde
- 2016 – Zweiter als Gastgeber
- 2020 – wg. COVID-19-Pandemie abgesagt
- 2024 – Vorrunde

2016 war Papua-Neuguinea Gastgeber des OFC Nations Cups und gelangte erstmals bis ins Finale. Dort unterlag die Mannschaft im Elfmeterschießen mit 2:4 (0:0 n. V.) gegen Neuseeland, das damit seinen fünften Titel holte.

## Teilnahmen an den Südpazifik- und Pazifikspielen
Papua-Neuguinea nahm bis auf 2007 an allen Austragungen teil, konnten aber noch nie den Titel gewinnen. 2015 war Papua-Neuguinea erneut Gastgeber
- 1963 – Viertelfinale
- 1966 – Vierter
- 1969 – Dritter als Gastgeber
- 1971 – Vierter
- 1975 – Vorrunde
- 1979 – Viertelfinale
- 1983 – Vierter
- 1987 – Dritter
- 1991 – Vorrunde als Gastgeber
- 1995 – Vorrunde
- 2003 – Vorrunde
- 2007 – nicht teilgenommen
- 2011 – Vorrunde
- 2015 – Dritter
- 2019 – Vierter
- 2023 – Sechster

## Teilnahmen am Melanesien-Cup
Papua-Neuguinea nahm an fünf der sieben bisherigen Austragungen teil und konnte den Titel bisher nicht gewinnen.
- 1988 – nicht teilgenommen
- 1989 – Vierter
- 1990 – Fünfter (von 5 Teilnehmern)
- 1992 – nicht teilgenommen
- 1994 – Dritter
- 1998 – Vierter
- 2000 – Fünfter (von 5 Teilnehmern)

## Trainer
- Richard Tamari Nagai (1996–1998)
- John Davani (2002)
- Steve Cain (2002)
- Ludwig Peka (2003–2004)
- Marcos Gusmão (2004–2011)
- Frank Farina (2011–2013)
- Mike Keeney (2013)
- Wynton Rufer (2014–2015)
- Flemming Serritslev (2015–2018)
- Bob Morris (2019–2021)
- Marcos Gusmão (seit 2021)